# 籾袋
籾袋（もみぶくろ）は、ハーベスターや袋取りのコンバインで脱穀した穀粒を溜めるための袋である。
非常に丈夫に作られており、上部にファスナーが付いて閉じることができる。現在ではグレンタンクを装備したコンバインが普及したためあまり多くは用いられなくなったが、大型機やトラックがが進入できない棚田などの田ではまだまだ袋取りのコンバインが多く見られる。そのような田ではグレンタンクを装備したコンバインでも一旦籾袋に排出してからトラックに積み込むこともある。